# Вітезслав Півонька
Вітезслав Півонька (чеськ. Vítězslav Pivoňka, 27 серпня 1969, Бенешов, Чехія, Чехословаччина) — чеський дипломат. Надзвичайний і Повноважний Посол Чехії у Росії з 2018 року.

## Біографія
Народився 1969 року в місті Бенешов у Чехії. Закінчив факультет фізичного виховання і спорту у Великій Британії, факультет економіки та менеджменту у Празі, аспірантуру при Бізнес-коледжі в Австралії.
Працював керівником відділу маркетингу і регіонального ринку в чеській медіа-компанії МАФРА.
У 1999—2002 — співробітник Департаменту внутрішньої політики Міністерства закордонних справ Чехії.
У 2002—2005 рр. — генеральний консул Чехії в Кошицях.
У 2005—2006 рр.— співробітник відділення Південно-Східної та Східної Європи МЗС Чеської Республіки.
У 2006—2011 рр. — заступник посла Чехії у Києві.
З квітня 2010 до липня 2011 року — тимчасовий повірений у справах Чехії в Україні.
У 2011—2013 — директор Департаменту служби Міністерства закордонних справ Чехії
У 2014—2018 — Надзвичайний і Повноважний Посол Чехії в Азербайджані.
З 2018 — Надзвичайний і Повноважний Посол Чехії у Росії.